# Polycesta elata
Polycesta elata är en skalbaggsart som beskrevs av Leconte 1858. Polycesta elata ingår i släktet Polycesta och familjen praktbaggar. Inga underarter finns listade i Catalogue of Life.